# Кара Блек
Кара Блек (енгл. Cara Black; рођена 17. фебруара 1979. у Харареу, Зимбабве) је професионална тенисерка из Зимбабвеа.

## Тениска каријера
Кћерка Дона и Валије Блек, тенисерка Блек је млађа сестра професионалних тенисера Вејна и Бајрона Блека. Све троје играју углавном парове: Вејн је био шампион Отвореног првенства Америке 2001. и Отвореног првенства Аустралије 2005, а Бајрон Отвореног првенства Француске 1994. у мушким паровима.
Кара је освојила четири Гренд слем титуле у женским паровима. Вимблдон 2004, 2005. и 2007, и Отворено првенство Аустралије 2007. Освојила је и две Гренд слем титуле у мешовитим паровима својим братом Вејном: Отворено првенство Француске 2002. и Вимблдон 2004.
У новембру 2005, Блек је била финалисткиња женских парова на ВТА шампионату. Тада су Аустралијанка Саманта Стосур и Американка Лиса Рејмонд победиле Блек и Аустралијанку Рене Стабс 6–7 (5–7), 7–5, 6–4.
2007. године, Блек је почела да игра дубл с Лизел Хјубер. Њима двема иде доста добро: освојиле су Отворено првенство Аустралије 2007. и Вимблдон 2007. Њих две су 2007. годину завршиле као најбољи пар на свету, победивши у финалу ВТА шампионата Аи Сугијама и Катарину Среботник.
Кара Блек је добила вајлдкард за учешће на Летњим олимпијским играма 2008. у Пекингу. Први меч у синглу играла је 11. августа 2008. против Српкиње Јелене Јанковић. Изгубила је 6-3, 6-3.
На Отвореном првенству САД, освојила је титулу у мешовитим паровима, а партнер јој је био Индијац Леандер Паес. Победили су Џејмија Марија и њену партнерку у женским паровима Лизел, 7-6(4), 6-4. Блек и Хјуберова играју женске парове, и тренутно су достигле полуфинале.

## Гренд слем финала

### Женски парови

#### Победе (4)
| Година | Турнир                        | Партнерка     | Противнице у финалу              | Резултат у финалу |
| 2004   | Вимблдон                      | Рене Стабс    | Лизел Хјубер Аи Сугијама         | 6–3, 7–6          |
| 2005   | Вимблдон (2)                  | Лајзел Хјубер | Светлана Кузњецова Амели Моресмо | 6–2, 6–1          |
| 2007   | Отворено првенство Аустралије | Лајзел Хјубер | Чан Јунг-јан Чуанг Чиа-јунг      | 6–4, 6–7, 6–1     |
| 2007   | Вимблдон (3)                  | Лајзел Хјубер | Катарина Среботник Аи Сугијама   | 3–6, 6–3, 6–2     |

#### Порази (1)
| Година | Турнир                 | Партнерка        | Противнице у финалу           | Резултат у финалу |
| 2000   | Отворено првенство САД | Јелена Лиховцева | Жули Алар-Декугис Аи Сугијама | 6–0, 1–6, 6–1     |

### Мешовити парови

#### Победе (2)
| Година | Турнир                       | Партнер      | Противници у финалу      | Резултат у финалу |
| 2002   | Отворено првенство Француске | Вејн Блек    | Марк Ноулс Елена Бовина  | 6-3, 6-3          |
| 2004   | Вимблдон                     | Вејн Блек    | Тод Вудбриџ Алиша Молик  | 3-6, 7-6 (8), 6-4 |
| 2008   | Отворено првенство САД       | Леандер Паес | Џејми Мари Лајзел Хјубер | 7–6(6), 6–4       |

## ВТА титуле

### Појединачно

#### Победе
| Легенда           |
| Гренд слем (0)    |
| ВТА шампионат (0) |
| Тијер It (0)      |
| Тијер II (0)      |
| Тијер III (0)     |
| Тијер IV (1)      |
| ИТФ титуле (6)    |

| Бр. | Датум               | Турнир                        | Подлога | Противница у финалу | Резултат      |
| 1.  | 19. март 1995.      | Габарон, Боцвана              | Тврда   | Линда Јансон        | 6–4 6–2       |
| 2.  | 26. март 1995.      | Хараре, Зимбабве              | Тврда   | Карен Ван Дер Мерве | 6–1, 6–2      |
| 3.  | 12. мај 1996.       | Њитра, Словачка               | Шљака   | Зузана Валекова     | предат меч    |
| 4.  | 2. фебруар 1997.    | Сан Дијего, Калифорнија, САД  | Тврда   | Кери Фебус          | 6–3, 6–3      |
| 5.  | 30. март 1997.      | Динард, Француска             | Шљака   | Магали Ламар        | 4–6, 6–4, 6–2 |
| 6.  | 3. октобар 1999.    | Санта Клара, Калифорнија, САД | Тврда   | Ана Смашнова        | 6–2, 6–1      |
| 7.  | 15. септембар 2002. | Ваиколоа, САД                 | Тврда   | Лиса Рејмонд        | 7–6, 6–4      |